# نارمي ميورا
نارمي ميورا (三浦 成美) (3 يوليو 1997 في كاواساكي في اليابان – )؛ هي لاعبة كرة قدم كانت تلعب كلاعب وسط. ولعبت مع منتخب اليابان لكرة القدم للسيدات.

## وصلات خارجية
- نارمي ميورا على موقع الاتحاد الدولي (مؤرشف)  (الإنجليزية)
- نارمي ميورا على موقع إي إس بي إن إف سي (الإنجليزية)
- نارمي ميورا على موقع قاعدة بيانات كرة القدم.إي يو (الإنجليزية)
- نارمي ميورا على موقع Soccerway.com (الإنجليزية)
- نارمي ميورا على موقع عالم كرة القدم.نت (الإنجليزية)
- نارمي ميورا على موقع أوليمبيديا (الإنجليزية)